# П'єр Шантрен
П'єр Шантрен (фр. Pierre Chantraine; 15 вересня 1899 — 30 червня 1974) — французький лінгвіст-еллініст, автор етимологічного словника давньогрецької мови, гомерівської граматики та ін.
Навчався у Антуана Мейє, Жозефа Вандрієса і Поля Мезона. У 1925—1928 роках викладав у Ліонському університеті. Потім керував науковим напрямком "давньогрецька філологія" в Практичній школі вищих досліджень в Парижі, з 1938 до 1969 року також викладав у Сорбонні. Постійно працював над редагуванням грецьких текстів у видавничій серії Les Belles Lettres. Сам видав у ній «Економіку» (грец. Οἰκονομικός) Ксенофонта і «Індику» Арріана. Одним з перших став цікавитися мікенським діалектом, був упевнений в правильності дешифрування Майкла Вентріса і Чедвіка, коли їхні результати ще вважалися спірними; авторитет Шантрена багато в чому допоміг їм подолати скептичне ставлення.

## Вибрані праці
- Histoire du parfait grec. 1927.
- La Formation des noms en grec ancien. 1933.
- Grammaire homérique. Частина 1: Phonétique et Morphologie, Частина 2: Syntaxe. Klincksieck, Paris 1942 і 1953;
  - t. I: éd. revue et corrigée, 2006 ; t. II: éd. achevée par Michel Casevitz, 2015.
- Morphologie historique du grec. Klincksieck, Paris 1945; 2. Aufl. 1961; Neudruck, 2002.
- Dictionnaire étymologique de la langue grecque. 4 томи Klincksieck, Paris 1968;
  - Перевидання в одному томі, 1999, ISBN 2-252-03277-4;
  - Перевидання відредаговане Жаном Тейяром (Jean Taillardat), Олів'є Массоном (Olivier Masson) та Жаном-Луї Перпію (Jean-Louis Perpillou), 2009.